# Will Sampson
Will Sampson (Okmulgee, Oklahoma, 27 september 1933 – Houston, 3 juni 1987) was een Amerikaans acteur en kunstenaar.
Sampson was een indiaan van de Creekstam. Hij werd het meest bekend als "Chief Bromden" in de film One Flew Over the Cuckoo's Nest en met zijn rol als "Taylor the Medicine Man" in de horrorfilm Poltergeist II. Daarnaast speelde hij rollen in de televisieserie Vega$ als "Harlon Twoleaf" en in films als Fish Hawk, The Outlaw Josey Wales en Orca.
Sampson speelde ook in de theaterproductie van Black Elk Speaks met de American Indian Theater Company in Tulsa, Oklahoma waaraan ook David Carradine en andere indiaanse acteurs als Wes Studi en Randolph Mantooth hun medewerking verleenden.
Als kunstenaar wordt Sampson onder andere herinnerd door zijn schilderwerk, een groot werk over de Creek "Ribbon Dance" is onderdeel van de collectie van het Creek Council House Museum in Okmulgee.
Sampson overleed na een nieroperatie, en in afwachting van een hart- en levertransplantatie op 53-jarige leeftijd. Hij is begraven in Graves Creek Cemetery te Hitchita.

## Filmografie
- The Gunfighters (1987)
- Firewalker (1986)
- Poltergeist II -- The Other Side (1986)
- Insignificance (1985)
- Fish Hawk (1979)
- Orca -- The Killer Whale (1977)
- The White Buffalo (1977)
- The Outlaw Josey Wales (1976)
- Buffalo Bill and the Indians, or Sitting Bull's History Lesson (1976)
- Crazy Mama (1975)
- One Flew Over the Cuckoo's Nest (1975)